# Équipe du Mexique masculine de basket-ball
Cet article traite de l'équipe masculine. Pour l'équipe féminine, voir Équipe du Mexique féminine de basket-ball.
Maillots
L'équipe du Mexique de basket-ball est la sélection des meilleurs joueurs mexicains de basket-ball. Elle est placée sous l'égide de l'Association Sportive Mexicaine de Basket-ball (Asociación Deportiva Mexicana de Baloncesto : ADEMEBA).
L'équipe du Mexique décroche la médaille de bronze en 1936 aux Jeux de Berlin, lors du premier tournoi olympique de l'histoire. Le basket est le seul sport collectif à avoir rapporté une médaille olympique au Mexique, avec le football (or en 2012). Lors du Championnat des Amériques 2013, le Mexique crée la surprise en remportant le premier titre international de son histoire. La sélection se qualifie ainsi pour la Coupe du Monde 2014, compétition à laquelle elle n'a plus participé depuis 1974.

## Histoire
Le Mexique participe régulièrement aux grandes compétitions dans les années 1950 et 1960. À domicile, l'équipe portée par l'ailier Manuel "The Flying Mexican" Raga termine 5e des J.O. de 1968, avant de décliner progressivement.
La sélection réapparaît sur la scène internationale à la Coupe du Monde 2014, compétition à laquelle elle n'a plus participé depuis 1974. Au premier tour, le Mexique, mené par le pivot Gustavo Ayón, décroche deux succès, face à l'Angola et la Corée du Sud, et se qualifie pour les huitièmes de finale pour la première fois de son histoire.

## Résultats

### Palmarès
| Compétitions mondiales                                         | Compétitions continentales | Autres compétitions |
| -------------------------------------------------------------- | --- | --- |
| - Jeux olympiques - Troisième en 1936 - Coupe du monde - Néant | - Coupe des Amériques (1) - Vainqueur en 2013 - Troisième en 2017 - Jeux panaméricains - Finaliste en 1967, 1991 et 2011 - Troisième en 1983 | - CentroBasket (3) - Vainqueur en 1965, 1975 et 2014 - Finaliste en 1973, 1991, 2001 et 2016 - Troisième en 1987 et 2003 - Jeux d'Amérique centrale et des Caraïbes (8) - Vainqueur en 1926, 1930, 1935, 1938, 1946, 1950, 1954 et 1990 - Finaliste en 1966, 2010 et 2023 - Troisième en 1962, 1974, 1978, 1982 et 2002 |

### Parcours en compétitions internationales

#### Jeux olympiques
| Année | Position      |      | Année         | Position     |               | Année | Position |
| 1936  | Troisième     | 1976 | 10e           | 2008         | Non qualifiée |       |          |
| 1948  | 4e            | 1980 | Non qualifiée | 2012         | Non qualifiée |       |          |
| 1952  | 9e            | 1984 | Non qualifiée | 2016         | Non qualifiée |       |          |
| 1956  | Non qualifiée | 1988 | Non qualifiée | 2020         | Non qualifiée |       |          |
| 1960  | 12e           | 1992 | Non qualifiée | 2024         | Non qualifiée |       |          |
| 1964  | 12e           | 1996 | Non qualifiée | 2028         | -             |       |          |
| 1968  | 5e            | 2000 | Non qualifiée | 2032         | -             |       |          |
| 1972  | Non qualifiée | 2004 | Non qualifiée | Pays inconnu | -             |       |          |

#### Coupe du monde
| Année | Position      |      | Année         | Position |               | Année | Position |
| 1950  | Non qualifiée | 1978 | Non qualifiée | 2006     | Non qualifiée |       |          |
| 1954  | Non qualifiée | 1982 | Non qualifiée | 2010     | Non qualifiée |       |          |
| 1959  | 13e           | 1986 | Non qualifiée | 2014     | 14e           |       |          |
| 1963  | 9e            | 1990 | Non qualifiée | 2019     | Non qualifiée |       |          |
| 1967  | 8e            | 1994 | Non qualifiée | 2023     | 25e           |       |          |
| 1970  | Non qualifiée | 1998 | Non qualifiée | 2027     | -             |       |          |
| 1974  | 9e            | 2002 | Non qualifiée | 2031     | -             |       |          |

#### Coupe des Amériques
| Année | Position      |      | Année         | Position     |               | Année | Position |
| 1980  | 5e            | 1999 | Non qualifiée | 2015         | 4e            |       |          |
| 1984  | 5e            | 2001 | 9e            | 2017         | Troisième     |       |          |
| 1988  | 6e            | 2003 | 6e            | 2022         | 5e            |       |          |
| 1989  | 9e            | 2005 | 10e           | 2025         | Non qualifiée |       |          |
| 1992  | 7e            | 2007 | 7e            | Pays inconnu | -             |       |          |
| 1993  | Non qualifiée | 2009 | 7e            | Pays inconnu | -             |       |          |
| 1995  | Non qualifiée | 2011 | Non qualifiée | Pays inconnu | -             |       |          |
| 1997  | 10e           | 2013 | Vainqueur     | Pays inconnu | -             |       |          |

## Parcours au Centrobasket
- 1965 :  1er
- 1967 : 4e
- 1969 : -
- 1971 : -
- 1973 :  3e
- 1975 :  1er
- 1977 : -
- 1981 : -
- 1985 : 4e
- 1987 :  3e
- 1989 : 4e
- 1991 :  2e
- 1993 : 5e
- 1995 : -
- 1997 : 4e
- 1999 : 5e
- 2001 :  2e
- 2003 :  3e
- 2004 : 4e
- 2006 : 4e
- 2008 : 5e
- 2010 : 6e
- 2012 : 6e

## Effectif

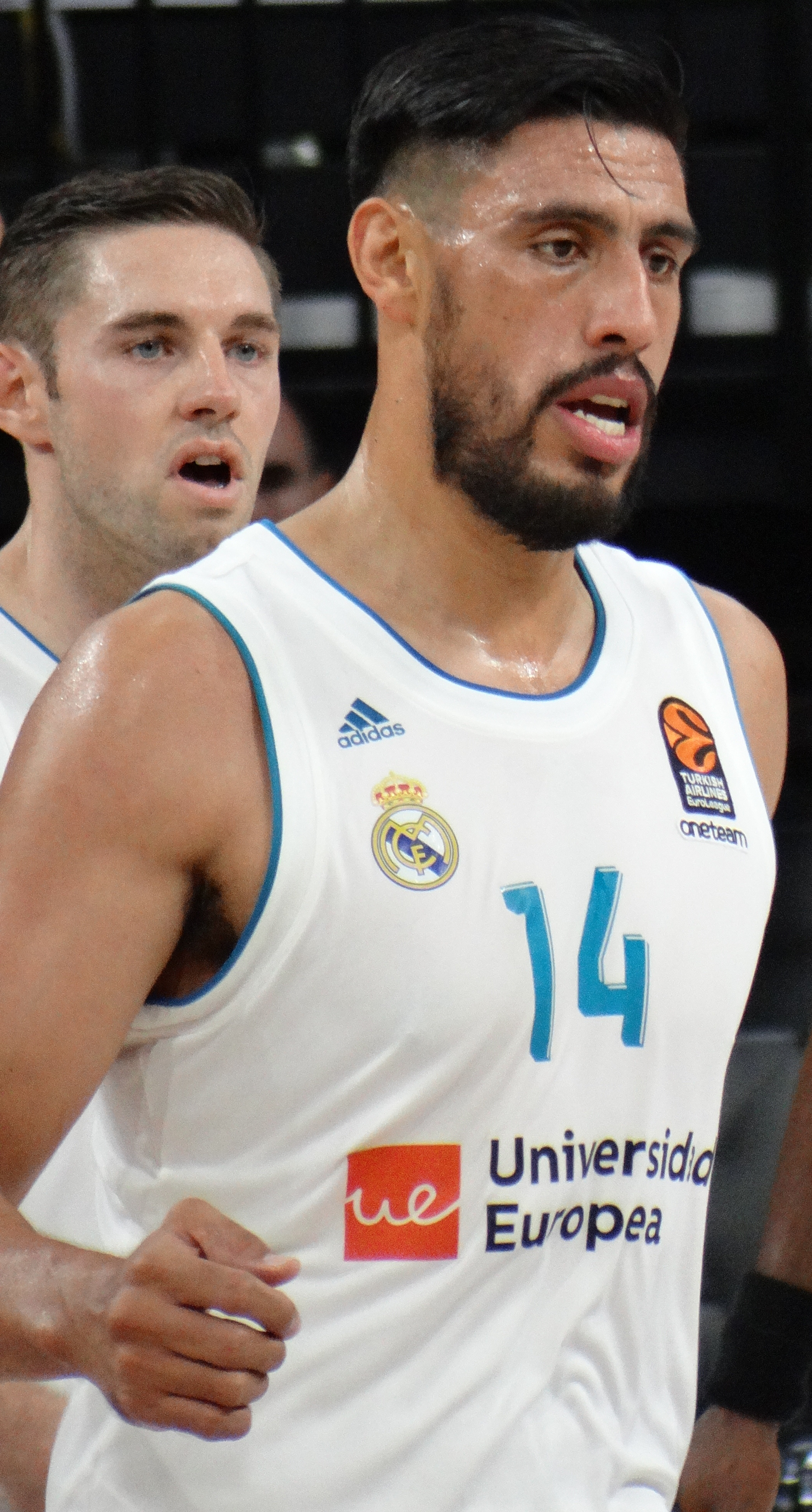
Gustavo Ayón.

Effectif lors de la coupe du monde de basket-ball masculin 2014.
| Numéro | Joueur                | Poste | Naissance        | Taille | Club 2013-2014               |
| ------ | --------------------- | ----- | ---------------- | ------ | ---------------------------- |
| 4      | Paul Stoll            | PG    | 14 décembre 1985 | 1,80 m | Trabzonspor                  |
| 5      | Marco Ramos           | PF    | 26 février 1987  | 1,98 m | Halcones Rojos Veracruz      |
| 6      | Román Martínez        | SG    | 5 mars 1988      | 2,01 m | Soles Mexicali               |
| 7      | Jorge Gutierrez       | PG    | 27 décembre 1988 | 1,90 m | Nets de Brooklyn             |
| 8      | Gustavo Ayón          | C     | 1er avril 1985   | 2,06 m | Hawks d'Atlanta              |
| 9      | Francisco Cruz        | SG    | 3 octobre 1989   | 2,02 m | Halcones Rojos Veracruz      |
| 10     | Israel Gutierrez      | C     | 15 janvier 1993  | 2,06 m | Halcones Rojos Veracruz      |
| 11     | David Meza            | PG    | 15 octobre 1985  | 1,86 m | Halcones Xalapa              |
| 12     | Héctor Hernández      | PF    | 15 juin 1985     | 2,04 m | Pioneros Quintana Roo-Cancun |
| 13     | Orlando Méndez-Valdez | SG    | 29 avril 1986    | 1,83 m | Halcones Xalapa              |
| 14     | Adrian Zamora         | PF    | 28 octobre 1986  | 2,00 m | Halcones Rojos Veracruz      |
| 15     | Adam Parada           | C     | 21 octobre 1981  | 2,13 m | Halcones Xalapa              |

Sélectionneur :  Sergio Valdeolmillos
Assistants :  Javier Ceniceros,  Ramón Díaz